# Giuliano Mancino

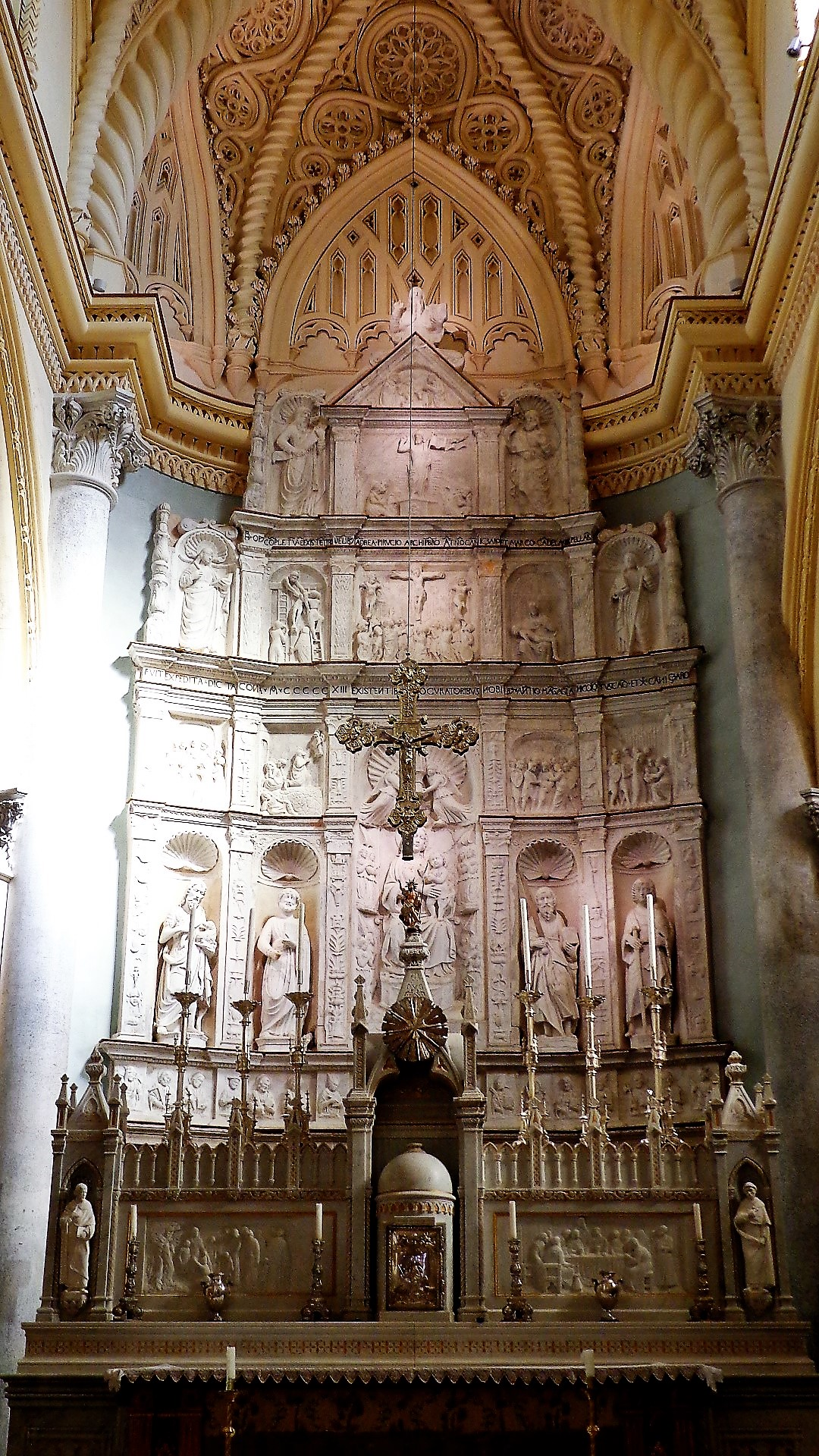
Ancona marmorea 1513, altare maggiore, duomo della Vergine Assunta di Erice.

Giuliano Mancino (Carrara, fine XV secolo – Palermo, 1519) è stato uno scultore italiano.

## Biografia

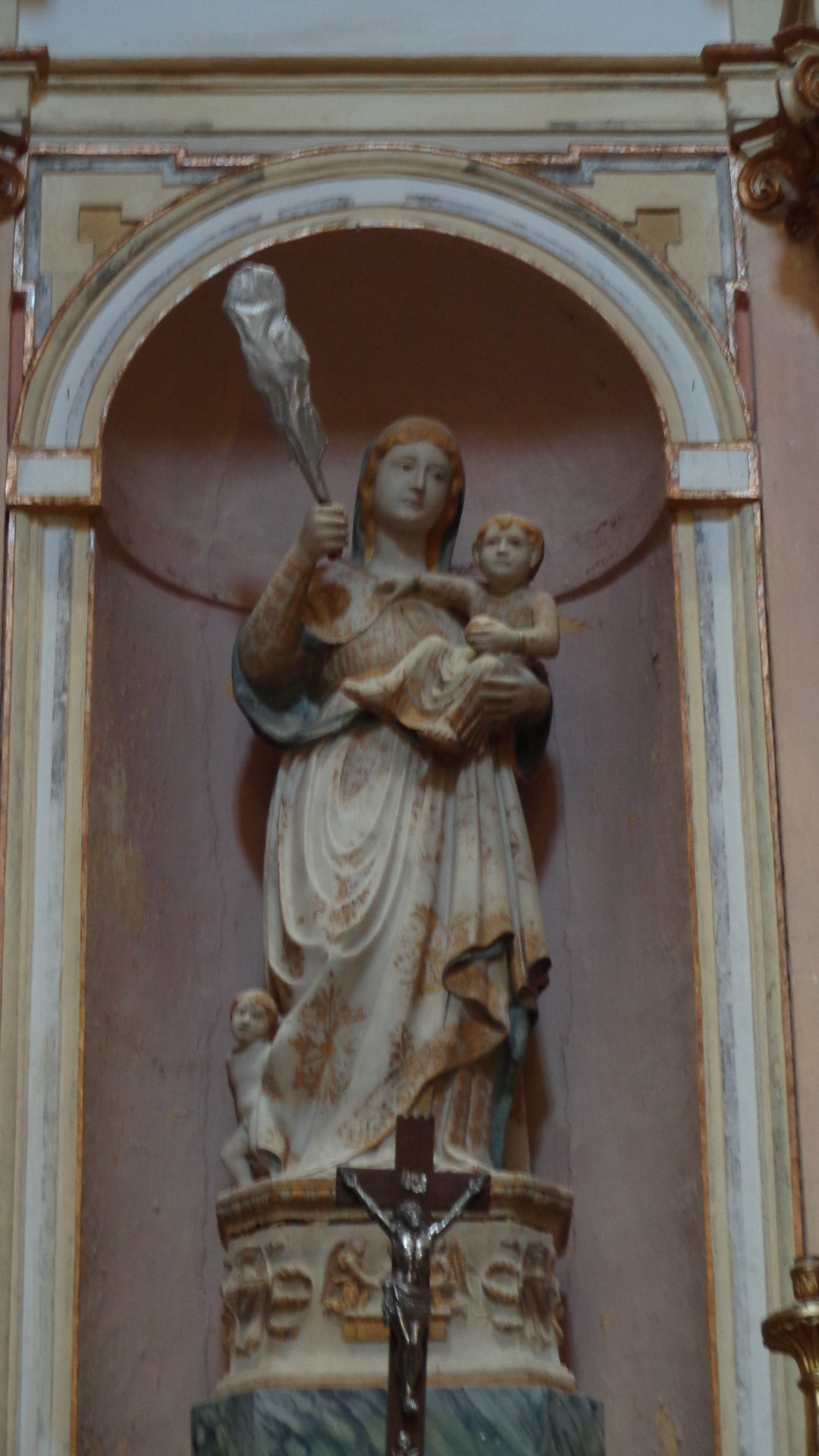
Madonna del Soccorso o Madonna della Mazza, Cattedrale di San Tommaso di Canterbury di Marsala.

Nasce a Carrara alla fine del XV secolo. Altrimenti detto Almanchino, figlio di Simone "del Manchino". Appartiene alla corrente toscano-carrarese già attiva presso la Corte Partenopea. I componenti in cerca di nuove committenze si spingono più a Sud stabilendosi in parte a Messina, a Palermo e relative province. La corrente introduce in Sicilia lo stile Rinascimentale con opere d'arte sacra e profana che spaziano dai monumenti celebrativi a quelli commemorativi. Dedito alla statuaria in qualità di sculptores o magistri marmorarii, anche come costruttori e architetti fabricatores, il Mancino è annoverato nell'elenco del Privilegium pro marmorariis et fabricatoribus stilato in Palermo il 18 settembre 1487 e spesso citato nella monumentale opera di Gioacchino Di Marzo negli anni 1868 - 1880 circa la scultura e gli artisti operanti in Sicilia a cavallo del XIV, XV e XVI secolo.
Nipote o fratello minore di Andrea Mancino, genero di Gabriele di Battista. Gran parte della formazione è merito dell'immensa fucina costituita dalla bottega dei Gagini. Come tanti altri artisti giunti dal settentrione anche Giuliano Mancino e Bartolomeo Berrettaro creano un sodalizio artistico e nel 1513 costituiscono una società per tre anni con lo scopo di comprar grani, formaggi e altri generi a Palermo ed in tutta Sicilia e mandarli in Toscana reinvestendo i proventi per l'acquisto di marmi per nuove commissioni in Sicilia. 
Il 19 di ottobre del 1517 la società fra i due scultori è sciolta.
Non è pervenuta la data della scomparsa, il 30 giugno del 1519, avvertendo essere prossimo alla morte, detta le ultime volontà.
Giuliano Mancino giace nello spazio antistante l'altare dei "Quattro Santi Martiri Coronati" nel Convento di San Francesco d'Assisi a Palermo, luogo deputato alla sepoltura degli appartenenti alla corporazione degli scultori e dei marmorari di quel tempo.
Parecchie opere autografe sono presenti in città e nel comprensorio di Palermo: Caltavuturo, Geraci, Petralia Soprana, Polizzi Generosa, Termini Imerese. Inoltre a Castanea delle Furie, Erice, Enna, Marsala, Trapani, Sciacca.

## Opere

### Agrigento e provincia
- 1503, Madonna del Soccorso, statua marmorea con raffigurazioni di Putto, Angelo e Demone, commissione con la collaborazione di Bartolomeo Berrettaro, opera destinata alla chiesa dei Confrati di San Barnaba (derivata in chiesa di Sant'Agostino), oggi custodita nella basilica di Maria Santissima del Soccorso di Sciacca.[1]

### Enna e provincia
- 1516, Custodia, manufatto marmoreo ripartito su tre ordini principali con le raffigurazioni a mezze figure degli Apostoli nella fascia inferiore. Nel primo ordine in basso, il grande vano centrale con calotta a conchiglia ospita la statua della Madonna con Bambino o Madonna della Consolazione delimitata da nicchie contenenti le statue a tutto tondo di San Tommaso d'Aquino, Sant'Agata, Santa Lucia (verosimilmente Santa Caterina d'Alessandria per via dei simboli iconografici della spada e del libro che contiene fra le pagine aperte una piccola ruota), San Nicola di Bari. I quattro scomparti superiori recano gli altorilievi riproducenti gli Evangelisti con le rispettive simbologie. Nello scomparto centrale del terzo ordine è rappresentata la Pietà delimitata da nicchie decrescenti verso l'esterno, quelle adiacenti riproducono l'Annunciazione del Signore in due sequenze: l'Angelo Annunciante e la Vergine Annunciata; fra pinnacoli ai lati le piccole nicchie contenenti le raffigurazioni di due Sante Vergini. Chiude sulla linea mediana la lunetta con l'episodio della Risurrezione di Gesù sormontata dalla figura del Padre Eterno benedicente. Opera custodita nella chiesa di San Tommaso di Enna.[2]
- XVI secolo, Tribuna, manufatto marmoreo, con la collaborazione di Bartolomeo Berrettaro, attribuzione, opera custodita nella basilica di San Leone di Assoro.

### Messina e provincia
- 1512, Santa Caterina d'Alessandria, statua marmorea. Opera custodita nella chiesa di Santa Maria Assunta di Castell'Umberto.[3]

### Palermo e provincia
- 1513, . Maria SS. Assunta o della Balata, statua marmorea, opere documentata nella chiesa dei Santi Apostoli Pietro e Paolo di Caltavuturo.[4]
- 1511, Colonnine e capitelli, manufatti marmorei, cinque paia. Opere documentate nella chiesa di Santa Maria la Porta di Geraci.[5]

#### Palermo
- 1504, Arco marmoreo, manufatto marmoreo, commissione con la collaborazione di Bartolomeo Berrettaro raffigurante Dio Padre Onnipotente, l'Annunciazione, la Madonna del Soccorso e Sant'Agostino, figurine di Sante e Santi, la pala d'altare sorretta dalle figure delle Virtù Cardinali e Sarcofago di Giorgio Bracco con raffigurate le Virtù Teologali. Due portali comunicanti rispettivamente con la sacrestia e col convento. Manufatti scomposti nel 1672 col rifacimento della chiesa e con la costruzione del nuovo cappellone. Gli inserti superstiti sono posti all'esterno della porta laterale della chiesa di Sant'Agostino.[6]
- 1508, Sarcofago, manufatto marmoreo, commissione di sepolcro per Violante di Francesco decorato con le raffigurazioni di Fede, Speranza e Carità, figura di donna giacente sul coperchio e Calvario, gli stemmi delle famiglie Di Francesco e Spadafora, opera documentata contigua e al di fuori della primitiva Cappella Mastrantonio nella basilica di San Francesco d'Assisi.[7]
- 1508, Monumento sepolcrale, manufatto marmoreo realizzato in collaborazione con Bartolomeo Berrettaro commissionato da Carlo d'Aragona, barone di Avola. Il monumento consta di arco, pilastri con capitelli, architrave arricchito da fregi, scudi recanti le armi di casa Alliata, sarcofago con figura femminile giacente sul coperchio e angeli. L'opera è collocata lato vangelo in prossimità dell'altare maggiore della chiesa di Santa Maria di Gesù.[8]
- 1509, Tribuna, decorazione marmorea realizzata in collaborazione con Bartolomeo Berrettaro, realizzata con pilastri, capitelli e tre arcate poste nel cappellone, decorazioni fitomorfi, scudi con le armi del casato patrocinante, statue e busti di santi, scene raffiguranti episodi di vita di San Francesco d'Assisi, l'Annunciazione e il Cristo Risorto. Altare con raffigurazioni delle Virtù Cardinali, stemmi con armi e tondo nella chiave dell'arco con figura di Vergine con bambino in rilievo. Manufatti commissionati da Carlo Villaraut, barone di Prizzi. Antonio Mongitore[9] riporta che il 2 di aprile del 1672 collassò in questa chiesa il cappellone e due cappelle contigue. La Madonna con bambino sedente, le statue di Sant'Antonio di Padova e San Bernardino da Siena, i tondi in marmo raffiguranti l'Annunziata e Arcangelo Gabriele, San Bernardino da Siena e San Ludovico da Tolosa in rilievo, ritrovati in seguito e oggi posti ai lati del cappellone secondo la tesi di Giovan Battista Filippo Basile sono verosimilmente componenti superstiti della primitiva tribuna. Opere documentate nella chiesa di Santa Maria degli Angeli detta la «Gancia».[10]
- XVI secolo, Abside, manufatto marmoreo e stucchi, con la collaborazione di Bartolomeo Berrettaro, raffigurante la Vergine con bambino in Gloria su nimbi, schiere di putti alati e San Francesco, opera custodita in fondo all'altare maggiore della chiesa di Santa Maria degli Angeli detta la Gancia.
- 1511, Lapide sepolcrale, manufatto marmoreo commissionato da Gregorio Cipollina, cappellano. Opera documentata nella chiesa di Santa Maria della Grotta, poi dispersa con la costruzione di Casa Professa della Compagnia di Gesù.[11]
- 1511, Finestre, manufatti marmorei, bifore con colonnina intermedia. Opere documentate per l'abitazione del magnifico Vitale di Vitale.[5]
- 1513, Colonne, manufatti marmorei. Opere documentate nel Palazzo Steri.[5]
- 1516, Altare, manufatto marmoreo commissionato per il magnifico Francesco de' Bracci, opera documentata.[2]
- 1517 - 1519, Sepolcro, manufatto marmoreo, commissione di monumento funebre per la moglie di Bernardino Perdicaro, opera documentata.[12]
- 1517 - 1519,"Sepolcro, manufatto marmoreo, commissione di monumento funebre per di Bartolomeo Settimo 3º barone di Giarratana e Signore di Fitalia, opera documentata.[12]

#### Petralia Soprana
Duomo dei Santi Apostoli Pietro e Paolo: 
- 1498, Pietà, gruppo scultoreo, commissionata da Giovanni de Macaluso, con raffigurazioni del Cristo Risorto affiancato a sinistra da Maria Maddalena, a destra da San Giovanni Evangelista.
- XVI secolo, Santi Pietro e Paolo Apostoli, statue marmoree, opere custodite nella bifora del campanile normanno.
  - San Giovanni Battista, statua marmorea, con le precedenti costituiva un trittico, opera documentata presso il fonte battesimale.
- XVI secolo, Fonte Battesimale, manufatto marmoreo.

#### Polizzi Generosa
- 1496, Custodia, manufatto marmoreo commissionato a Giorgio da Milano dalla Compagnia del Sacramento per la Cappella del Sacramento, ma realizzata e completata in tempi successivi da Bartolomeo Berrettaro, Pier Paolo di Paolo Romano, Luigi di Battista, decorata da Johannes de Matta. Opera raffigurante la Trasfigurazione di Cristo, scene varie, Mosè, Elia e Apostoli. Il Cristo Trasfigurato dopo il disassemblaggio, assieme ad altre figure è collocato all'esterno della facciata nel portico, in seguito nella Cappella di San Giuseppe, i profeti inseriti nei pilastri del cappellone, le figure degli apostoli confinate in un magazzino. Opera custodita nella chiesa di Santa Maria Assunta.[13]
- 1508, Madonna con bambino, statua marmorea, opera custodita nella chiesa di Santa Maria Assunta.[14]
- 1517 - 1519, Cappella Notarbartolo, manufatti marmorei, commissione di monumenti funebri per cappella della famiglia Notarbartolo, opere documentate nella chiesa di San Francesco.[12]
- 1517 - 1519, Sarcofago, manufatto marmoreo, commissione di monumento funebre e arco per Vincenzo Notarbartolo, opera presente nella chiesa di Santa Maria Assunta.[12]
- 1524, Trittico, manufatto marmoreo, commissione con la collaborazione iniziale di Bartolomeo Berrettaro che terminerà l'opera molto tempo dopo, e di Francesco lo Mastro, raffigurante la Vergine con Bambino tra San Francesco d'Assisi (sulla realizzazione del volto della figura del Poverello è probabile l'intervento di Antonello Gagini) e Sant'Antonio di Padova. Opera presente nella chiesa di Santa Maria Assunta.[12]

#### San Mauro Castelverde
- 1514, Cona marmorea custodita nella città di San Mauro Castelverde. Sulla parete di fondo del presbiterio della Chiesa di San Giorgio Martire campeggia il retablo commissionato, come recita l’iscrizione sulla predella, da un tale Andrea de Marta nel 1514 a un anonimo artista che Gioacchino Di Marzo (1880-83) identifica dubitativamente con Giuliano Mancino [15] e Bartolomeo Berrettaro. Al primo si può quasi con certezza ricondurre la Vergine con il Bambino all’interno della nicchia con volta cassettonata e forse parte della predella con gli Apostoli. Al secondo scultore, oppure a un altro anonimo artista ancora da individuare, coadiuvato da altri autori, sarebbero da riferire i Santi Pietro e Paolo, posti ai lati della Vergine sul primo registro, unitamente alle due formelle con l’Annunciata e l’Angelo Annunciante del secondo ordine, nonché al riquadro con San Giorgio che uccide il drago con ai lati i due Santi Mauro e Nicola sul penultimo registro e il Dio Padre sulla lunetta.

#### Termini Imerese
- 1495, Natività di Cristo, gruppo scultoreo, opera commissionata dalla Confraternita dell'Annunziata della chiesa dell'Annunziata.[16]
- 1504, Polittico, manufatto marmoreo, commissione in collaborazione con Bartolomeo Berrettaro concepita per i procuratori della Cappella del Sacramento di Termini Imerese. L'opera è consegnata in modo scomposito e in tempi successivi all'ingrandimento dell'edificio, la Nostra Donna del Soccorso seduta col bambino in grembo è documentata al presente nell'abside, dietro l'altare maggiore. Le figure di San Pietro Apostolo, San Paolo Apostolo, San Giacomo Maggiore e San Giovanni Battista, sono documentate da Gioacchino di Marzo malposte nel prospetto. Nelle ultime due figure si riconosce la mano del Giuliano Mancino. La commissione è completata con lo scioglimento della società dopo il 1517. I manufatti disassemblati della facciata sono al presente sostituiti con copie, gli originali sono posti all'interno del tempio. Gli elementi superstiti del polittico destinato alla primitiva chiesa di Santa Maria la Nova sono custoditi nel duomo di San Nicola di Bari.[17][18]

### Ragusa e provincia
- 1511, Madonna della Neve, manufatto marmoreo realizzato con la collaborazione di Bartolomeo Berrettaro. In mancanza di documenti di commissione certi, l'attribuzione deriva dall'attestazione documentale derivante l'azione legale intrapresa per il recupero credito nei confronti dei committenti. Opera custodita nel duomo di San Giorgio di Modica.[11][19]
- 1511, Madonna delle Grazie, manufatto marmoreo realizzato con la collaborazione di Bartolomeo Berrettaro. In mancanza di documenti di commissione certi, l'attribuzione deriva dall'attestazione documentale derivante l'azione legale intrapresa per il recupero credito nei confronti dei committenti. Opera custodita nella chiesa di Santa Maria di Gesù di Chiaramonte Gulfi.[11]
- XVI secolo, Redentore, statua marmorea, commissione con la collaborazione di Bartolomeo Berrettaro, opera custodita nella chiesa del Salvatore di Chiaramonte Gulfi.[19][20]

### Trapani e provincia

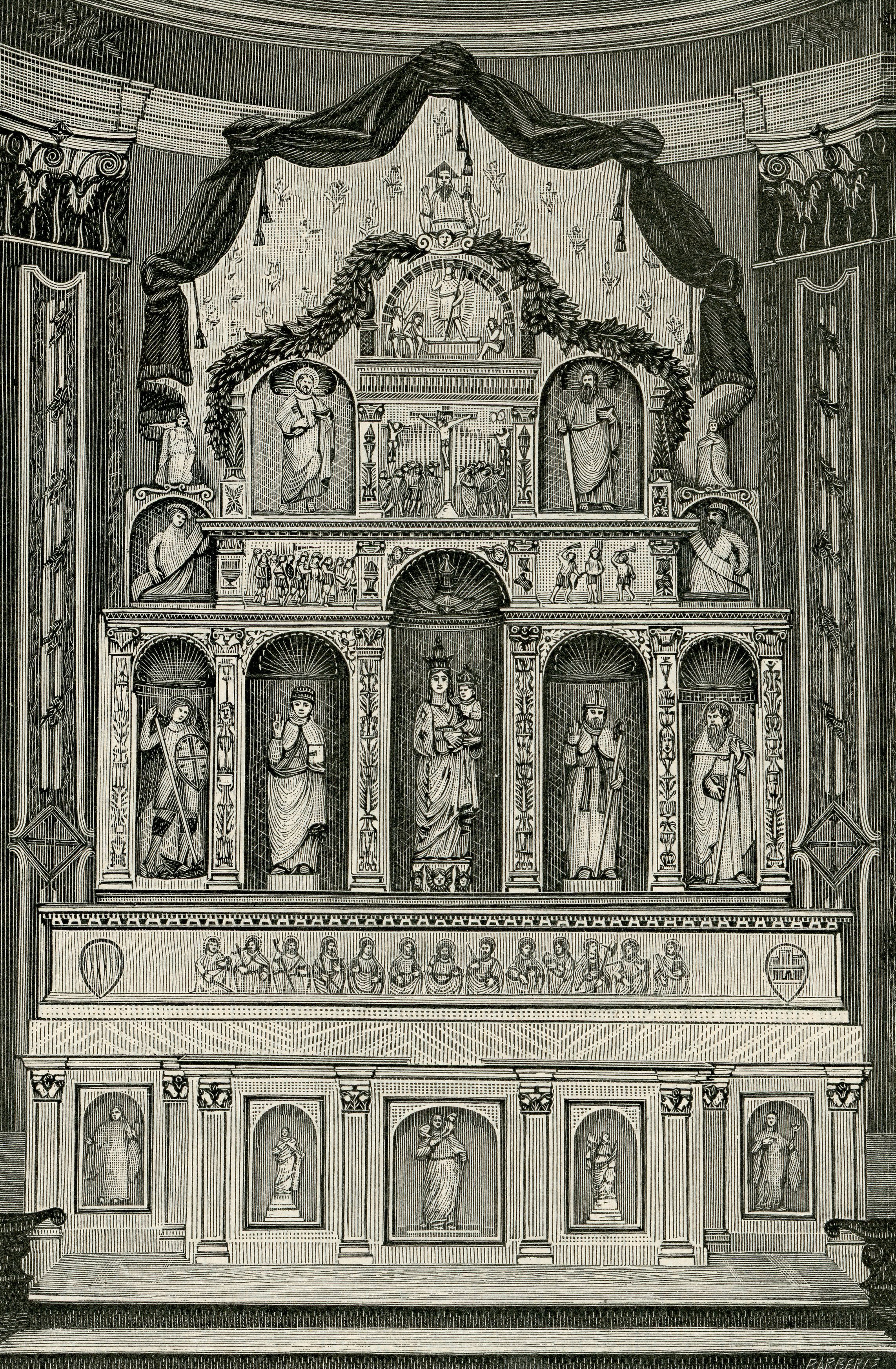
Polittico marmoreo all'interno della chiesa madre San Silvestro Papa di Calatafimi.

- 1517 - ?, Cappella Adragna, manufatti marmorei commissionati da Stefano Adragna, la commissione è completata con lo scioglimento della società da Bartolomeo Berrettaro dopo il 1517. Opere documentate nella chiesa dell'Annunziata o Carmine di Alcamo.[21]
- 1516, Polittico, manufatto marmoreo eseguito con la collaborazione di Bartolomeo Berrettaro, presenta le raffigurazioni degli Apostoli, Cristo benedicente, la Madonna con Bambino, San Silvestro Papa, San Michele Arcangelo, San Nicola di Bari, Sant'Antonio Abate, il Giudizio di Pilato, la Flagellazione di Gesù, i Profeti, l'Annunciazione del Signore, la Crocifissione di Gesù fra  San Pietro e San Paolo, la Risurrezione, il Padre eterno, opera custodita in fondo alla tribuna della basilica di San Silvestro Papa di Calatafimi.[22]
- 1514, Ancona, manufatto marmoreo, con la collaborazione di Bartolomeo Berrettaro, del cognato Antonello Di Battista, dei fratelli Pietro e Paolo, del giovine Pietro loro nipote per la tribuna della "Madonna con bambino" e "Scene della vita di Cristo". Raffigurante Gesù benedicente fra gli Apostoli, i quattro Dottori della Chiesa, due Santi Re, la Vergine fra otto Cherubini, San Pietro, San Paolo, San Giovanni Battista, San Giuliano, Cena Eucaristica, Orazione nell'orto, la Cattura di Gesù, la Condanna di Gesù, Gesù e i ladroni, la Deposizione, la Pietà, San Giacomo Maggiore, i Profeti, la Nascita di Cristo, la Resurrezione, la Crocifissione, Dio Padre. Opera custodita nel duomo dell'Assunta di Monte San Giuliano o Erice.[23]
- 1490c. - 1512, Cappella Liotta, manufatti marmorei, sepolcro del committente Antonio Laliotta † 1512 o Liotta o Aliotta con raffigurazione d'uomo giacente, cane e rappresentazioni delle Virtù (la Fede, la Giustizia, la Temperanza, la Prudenza, la Fortezza e la Pietà), realizzato con la collaborazione di Bartolomeo Berrettaro. L'aggregato comprende le sepolture del nobile Girolamo La Liotta † 1599, alla cui famiglia spettava il patronato della Cappella della Madonna del Soccorso, di una congiunta † 1600, e la statua marmorea della Madonna del Soccorso o Madonna della mazza o Madonna del Popolo. Opere custodite nella cattedrale di San Tommaso di Canterbury di Marsala.[24]

#### Trapani
- 1509, Portale, manufatto marmoreo realizzato in collaborazione con Bartolomeo Berrettaro, recante nei sei scomparti raffigurazioni di Storie della vita di San Giuliano Vescovo, opera proveniente dall'antica chiesa di San Giuliano o chiesa di Santa Maria della Nuova Luce e riassemblato nel Museo regionale Agostino Pepoli.[25][26]
- XVI secolo, San Vito, statua marmorea, opera documentata nell'antica chiesa di San Giuliano o chiesa di Santa Maria della Nuova Luce.[26]
- XVI secolo, Apostoli Pietro e Paolo, statue marmoree, opere custodite nella basilica di San Pietro.[27]
- XVI secolo, Cristo risorto e centurioni, statue marmoree, il Risorto con quattro figure di Soldati esterrefatti intorno, gruppo presente nella Cappella dei Marinai della basilica santuario di Maria Santissima Annunziata.[27]
- XVI secolo, Cona, manufatto marmoreo, con mezze figure degli Apostoli, opera custodita nella cattedrale di San Lorenzo.[27]

## Attribuzioni
- 1495, Portale, manufatto marmoreo di stile rinascimentale.[28] L'architrave reca scolpita l'immagine di Gesù benedicente circondato da cherubini e angeli in adorazione. Gli stipiti, delimitati da esili colonne tortili e suddivisi in riquadri, mostrano i busti degli apostoli che recano i cartigli contenenti i passi del Credo. Ogni personaggio è identificabile per il nome inciso sull'aureola mentre l'inclinazione dei rotoli cartacei crea l'illusione di elaborate colonne tortili e di un lungo documento recante il sacro testo scritto. L'opera costituisce l'ingresso principale della chiesa di Santa Maria di Gesù del convento nell'omonima località presso il Monte Grifone di Palermo.